# Rutilodexia papua
Rutilodexia papua är en tvåvingeart som först beskrevs av Jacques-Marie-Frangile Bigot 1880.  Rutilodexia papua ingår i släktet Rutilodexia och familjen parasitflugor. Inga underarter finns listade i Catalogue of Life.